# 新潟運輸系統
新潟運輸系統株式會社（日语：新潟トランシス株式会社、Niigata Transys Co., Ltd.）為日本鐵路車輛生產商之一。公司總部和工廠在新潟縣北蒲原郡聖籠町東港五丁目。公司英文名稱中的Transys是Transportation Systems（運輸系統）的略稱。

## 歷史
- 1895年（明治28年）：日本石油（現：JX日礦日石能源）附屬新潟鐵工所開業。
- 1910年（明治43年）：新潟鐵工所脫離日本石油，開始獨立經營。
- 2002年（平成14年）10月：新潟鐵工所受債務所困，向東京地方裁判所申請破產保護並獲受理，與石川島播磨重工（現：IHI）簽訂贊助。
- 2003年（平成15年）2月3日：石川島播磨重工業出資70%設立新潟運輸系統株式會社（新潟トランシス株式会社），並接管新潟鐵工所旗下鐵路車輛業務及其員工。其後再接管富士重工業的鐵路車輛部門。
- 2006年（平成18年）9月1日：石川島播磨重工業按原定計畫收購剩餘的30%股權，將新潟運輸系統納入為全資子公司。
- 2012年（平成24年）9月24日：總部遷往新有樂町大廈。
- 2022年（令和4年）1月1日：總部遷至新潟縣北蒲原郡聖籠町，並同時在豐洲IHI大廈設立東京營業所。

## 產品
電車
- 北越急行：JR西日本683系8000番台、HK100型
- 上信電鐵：7000型
- 東日本旅客鐵道：E493系

柴聯車
- 北海道旅客鐵道：KiHa 261系1000番台
- 東日本旅客鐵道：KiHa E120型、KiHa E130系、HB-E300系、GV-E197系
- 西日本旅客鐵道：KiHa 121系、KiHa122系、KiHa 126系、KiHa127系、KiYa 141系、KiHa 187系、KiHa 189系、KiYa 143型
- 四國旅客鐵道：1500型
- 九州旅客鐵道：KiHa 125型400番台、KiHa 200系
- 關東鐵道：KiHa 2400型、KiHa 5000型、KiHa 5010型、KiHa 5020型
- 會津鐵道：AT400型
- 伊勢鐵道：III型
- 樽見鐵道：Haimo 295-510型
- 明知鐵道：100型
- 長良川鐵道：500型
- 島原鐵道：KiHa 2500型
- 甘木鐵道：AR300型
- 土佐黑潮鐵道：9640型
- 伊予鐵道：少爺列車
- 越後心動鐵道：ET122型

### NDC
- 三陸鐵道：36-R型、36-Z型、36-700型
- 由利高原鐵道：YR-2000型
- 會津鐵道：AT-350型、AT-500/550型、AT-600/650型、AT-700/750型
- 夷隅鐵道：300型、350型
- 天龍濱名湖鐵道：TH2000型
- 樽見鐵道：Haimo 330-700型
- 能登鐵道：NT200型、NT300型
- 錦川鐵道：NT3000型
- 平成筑豐鐵道：400型
- 肥薩橙鐵道：HSOR-100型
- 渡良瀨溪谷鐵道：WKT-500型、WKT-510型、WKT-550型
- 球磨川鐵道：KT-500型
- 信樂高原鐵道：SKR400型、SKR500型
- 鹿島臨海鐵道：8000型
- 高千穗鐵道：TR-400型
- WILLER TRAINS：KTR300型
- 南阿蘇鐵道：MT-4000型

### 客車
- 西日本旅客鐵道：35系

### 超低底盤電車
- 宇都宮輕軌：HU300型
- 萬葉線：MLRV1000型
- 富山輕軌：TLR0600型
- 福井鐵道：F1000型
- 越前鐵道：L型
- 岡山電氣軌道：9200型
- 熊本市交通局：0800型

### 新交通系統
- 百合鷗：7000系
- 東京都交通局：300型、320型
- 大阪市交通局：200系
- 關西國際機場：Wing Shuttle
- 桃園國際機場：航廈電車

## 外部連結
- 新潟運輸系統株式會社 （页面存档备份，存于）